# 民族联合党 (瓦努阿图)
民族联合党是瓦努阿图的一个政党，成立于1991年9月。

## 特点
该党为社会民主党，主要支持者为英语区民众。1999年，汉姆·利尼担任该党领导人。在2008年9月的立法选举中，该党赢得了52个席位中的8席，为第二大党。